# 1982년 해태 타이거즈 시즌
1982년 해태 타이거즈 시즌은 KBO 리그에서 프로 야구단 해태 타이거즈의 1982년 시즌을 일컫는다. 김동엽 감독이 정식으로 부임하여 맞이한 1번째 시즌이며 당초 지역(광주) 출신 김양중 원로 야구인이 초대 감독 물망에 올랐으나 금융업 종사 때문에 무산됐다.
시즌 도중 김동엽 감독이 코치진과의 불화 끝에 물러나며 조창수 코치가 감독 대행을 맡았다. 팀은 전기리그 4위, 후기리그 공동 4위, 종합 4위를 기록하며 포스트시즌 진출에 실패했는데 포수가 약했던 터라 광주상고 출신 장채근을 스카우트할 뻔 했지만 아버지가 대학(성균관대)에 가라고 설득하여 좌절됐으며 진흥고 출신 좌완  김정수가 해태 선수가 되겠다고 가출까지 감행했으나 아버지에게 뒷덜미 잡혀 연세대에 진학하는 바람에 무산됐다.

## 타이틀
- 베스트 10: 김봉연 (1루수)
- KBO 골든글러브: 차영화 (2루수), 김준환 (외야수)
- 올스타 선발: 김용남 (투수), 김봉연 (1루수), 김우근 (외야수), 김준환 (외야수)
- 올스타전 추천선수: 김성한, 조충열, 차영화, 김일권
- 한미친선프로야구대회 올스타: 조창수(코치), 김봉연, 김일권, 김종모, 김준환, 김성한
- 컴투스프로야구 80년대 해태 타이거즈 라인업: 차영화 (2루수), 김봉연 (지명타자)
- 컴투스프로야구 KBO 원년 라인업: 김용남 (선발투수), 이상윤 (구원투수), 김봉연 (지명타자)
- 출장(타자): 김성한, 김준환, 조충열 (80)
- 타수: 김성한 (318)
- 득점: 김봉연 (55)
- 홈런: 김봉연 (22)
- 타점: 김성한 (69)
- 도루: 김일권 (53)
- 희생플라이: 김종모 (7)

## 선수단
- 선발투수 : 김용남, 이상윤, 강만식, 신태중
- 구원투수 : -
- 마무리투수 : 방수원
- 포수 : 박전섭, 김경훈, 홍순만, 김용만
- 1루수 : 김성한 (구원 투수 겸직)
- 2루수 : 차영화, 최영조
- 유격수 : 조충열
- 3루수 : 김종모, 임정면
- 좌익수 : 김종윤
- 중견수 : 김일권, 김우근
- 우익수 : 김준환
- 지명타자 : 김봉연

## 통계
| # | 선수   | 경기 | 이닝  | 승 | 패 | 세이브 | 홀드 | 삼진 | 방어율 |
| - | ------ | ---- | ----- | -- | -- | ------ | ---- | ---- | ------ |
| 1 | 김성한 | 29   | 106.1 | 10 | 5  | 1      | 0    | 49   | 2.88   |
| 2 | 김용남 | 33   | 175   | 9  | 12 | 0      | 0    | 85   | 3.09   |
| 3 | 이상윤 | 23   | 102   | 7  | 5  | 0      | 0    | 58   | 3.88   |
| 4 | 방수원 | 34   | 154.1 | 6  | 7  | 1      | 0    | 63   | 3.91   |
| 5 | 강만식 | 29   | 144   | 5  | 11 | 1      | 0    | 86   | 4.44   |

| # | 선수   | 경기 | 타수 | 안타 | 2루타 | 3루타 | 홈런 | 타율  |
| - | ------ | ---- | ---- | ---- | ----- | ----- | ---- | ----- |
| 1 | 김봉연 | 74   | 269  | 89   | 14    | 1     | 22   | 0.331 |
| 2 | 김성한 | 80   | 318  | 97   | 17    | 4     | 13   | 0.305 |
| 3 | 김준환 | 80   | 306  | 92   | 13    | 3     | 19   | 0.301 |
| 4 | 김종모 | 77   | 258  | 75   | 12    | 0     | 10   | 0.291 |
| 5 | 김일권 | 75   | 282  | 76   | 12    | 1     | 11   | 0.270 |
| 6 | 차영화 | 76   | 282  | 73   | 9     | 1     | 1    | 0.259 |
| 7 | 조충열 | 80   | 268  | 62   | 8     | 0     | 2    | 0.231 |

| 부문            | 선수                   | 기록  |
| --------------- | ---------------------- | ----- |
| 승리(W)         | 김성한                 | 10    |
| 선발승          | 김용남, 이상윤         | 6     |
| 구원승          | 김성한                 | 7     |
| 평균자책(ERA)   | 김성한                 | 2.88  |
| 탈삼진(SO)      | 강만식                 | 86    |
| 세이브(SV)      | 강만식, 김성한, 방수원 | 1     |
| 승률(WPCT)      | 김성한                 | 0.667 |
| 경기(G)         | 방수원                 | 34    |
| 선발(GS)        | 강만식, 이상윤         | 19    |
| 이닝            | 김용남                 | 175   |
| 완투            | 김용남                 | 8     |
| 완봉            | 김성한, 김용남         | 1     |
| 승리기여도(WAR) | 김용남                 | 4.19  |

| 부문            | 선수                   | 기록  |
| --------------- | ---------------------- | ----- |
| 타율(AVG)       | 김봉연                 | 0.331 |
| 홈런(HR)        | 김봉연                 | 22    |
| 타점(RBI)       | 김성한                 | 69    |
| 득점(R)         | 김봉연                 | 55    |
| 안타(H)         | 김성한                 | 97    |
| 출루율(OBP)     | 김봉연                 | 0.405 |
| 장타율(SLG)     | 김봉연                 | 0.636 |
| 도루(SB)        | 김일권                 | 53    |
| OPS             | 김봉연                 | 1.040 |
| 경기(G)         | 김성한, 김준환, 조충열 | 80    |
| 타석            | 김성한                 | 340   |
| 2루타           | 김성한                 | 17    |
| 3루타           | 김성한                 | 4     |
| 볼넷            | 김일권                 | 42    |
| 사구            | 김성한                 | 8     |
| 희생타          | 김종모                 | 8     |
| 승리기여도(WAR) | 김봉연                 | 3.68  |

- 투수, 타자 순위는 규정 이닝 또는 규정 타석을 채운 선수들만 표시

## 여담
- 김일권과 임정면은 역대 이영민 타격상 수상자들 중 가장 먼저 KBO 리그에 진출했다.
- 김성한은 이 시즌에 투타겸업을 하며 역대 최초 단일시즌 규정이닝 10승(3선발승, KBO 리그 역대 야수 중 최다 기록), 규정타석 3할 타율을 동시에 달성했다. 주포지션은 1루수였지만 KBO 리그 역대 야수 최초로 규정 이닝(106.1이닝, KBO 리그 역대 야수 중 최다 기록)을 채웠고, 3월 28일에는 KBO 리그 사상 최초로 투수로 등판한 타자라는 타이틀의 주인공이 되었으며, 4월 5일에는 KBO 리그 사상 최초의 투수 홈런을 쳤고, 5월 15일 삼성 라이온즈와의 경기에서는 KBO 리그 사상 최초로 결승타를 기록한 동시에 승리투수가 되는 진기록을 세웠다. 또한 투수 WAR 2.66으로 KBO 리그 역대 단일 시즌 최고 투수 WAR을 기록한 타자가 되었다.
- 3월 28일 롯데 자이언츠와의 경기에 방수원이 선발등판해 구단 사상 첫 등판 투수가 되었으나 0이닝 5실점으로 부진하여 구단 사상 첫 패전 투수가 되었다. 이날 1번 타자로 출전한 차영화가 구단 최초로 타석을 소화한 선수가 되었다.
- 김용남은 3월 31일 MBC 청룡과의 경기에서 구단 사상 첫 승리 투수가 되었다.
- 팀은 4월 8일 삼미 슈퍼스타즈와의 경기와 4월 18일 OB 베어스와의 경기에서 각각 한 이닝 5회 도루를 성공하여 KBO 리그 역대 한 이닝 최다 도루를 기록했다.
- 김성한은 4월 8일 삼미 슈퍼스타즈와의 경기에서 시즌 처음이자 마지막 세이브를 기록했다. 결과적으로 시즌 1세이브로 KBO 리그 역대 야수 단일 시즌 최다 세이브 기록을 세웠다.
- 4월 18일 OB 베어스와의 경기에서 양 팀 합산 12개의 도루가 나와 KBO 리그 역대 한 경기 양 팀 합산 최다 도루 기록을 세웠다.
- 조창수 코치는 4월 29일부터 감독 대행을 맡았는데, 당시 그의 나이는 만 33세 9일로, KBO 리그 역대 감독들과 감독 대행들을 통틀어 최연소 기록을 가지고 있다.
- 신태중은 6월 19일 삼성 라이온즈와의 경기에서 안타를 쳤는데, 이는 KBO 리그 사상 최초로 당시 주포지션이 투수(김성한은 1루수로 더 많이 출전하여 1루수가 주포지션)인 선수가 타석을 소화하여 안타를 친 케이스였다.
- 김봉연은 올스타에 선정되었는데, 당시 올스타 선정 선수들 중 최다 득표자였다.
- 김용남은 올스타전 2차전에 선발 등판했으나 패전 투수가 되어 KBO 올스타전 역대 첫 선발패의 주인공이 되었다.
- 차영화는 올스타전에서 1타석 1볼넷을 기록하여 KBO 올스타전 사상 최초의 0타수 야수가 되었다.
- 김성한은 올스타전에서도 투타겸업을 했었다. 1982년부터 1993년까지 무려 14년 연속으로 올스타전에 출전했는데, 이 중 1982년과 1985년에는 투수로도 등판했다.
- 김성한은 8월 1일 삼성 라이온즈와의 경기에서 KBO 리그 역대 최초로 단일 시즌 200타수를 달성했다.
- 8월 5일 치러진 MBC 청룡과의 경기는 KBO 리그 사상 처음으로 서스펜디드 게임이 선언되었다.
- 김일권은 8월 18일 MBC 청룡과의 경기에서 시즌 10호 홈런을 쳐 KBO 리그 역대 최초로 단일 시즌 10홈런-10도루를 달성했다.
- 김성한은 9월 26일 OB 베어스와의 경기에서 KBO 리그 역대 최초로 단일 시즌 300타수를 달성했다.
- 김종윤은 10월 6일 롯데 자이언츠와의 더블헤더 2차전 겸 정규 시즌 최종전에서 개인 통산 첫 홈런을 쳤는데, 이 홈런은 KBO 리그 사상 최초의 그라운드 홈런이었다.
- 김성한은 볼넷 9개로 규정 타석을 채운 타자 중 KBO 리그 역대 단일 시즌 최소 볼넷 기록을 세웠다.
- 방수원은 원정 경기 피출루율 0.352로 KBO 리그 역대 단일 시즌 원정 경기 최고 기록을 세웠다.
- 김봉연은 KBO 리그 역대 최초의 단일 시즌 20홈런 타자가 되었다.
- 김일권은 4월 25일 삼성 라이온즈와의 경기에서 KBO 리그 역대 최초로 단일 시즌 두 자릿수 도루를 달성했고, 최종적으로 KBO 리그 역대 최초의 단일 시즌 50도루 타자가 되었다.
- 김성한은 시즌 5패, 3완봉, 1완투로 KBO 리그 역대 투수로 등판한 야수 중 단일 시즌 최다패, 최다완봉, 최다완투 기록을 세웠다.
- 차영화는 순수 타점 11개로 규정 타석 충족 선수 중 KBO 리그 역대 단일 시즌 최소 기록을 세웠다.
- 김봉연은 OPS 1.041, WAR 3.18로 KBO 리그 역대 단일 시즌 OPS 1을 넘긴 규정 이닝 충족 타자 중 최저 WAR 기록을 세웠다.
- 서정환은 12월 7일에 트레이드를 통해 해태 타이거즈에 입단했다. 이는 KBO 리그 사상 최초의 트레이드다.
- 임갑교는 해태 타이거즈의 응원단장이 되어 KBO 리그 사상 최초의 응원단장이 되었으며, 이때부터 1995년까지 활동했다.
- 포수 김용만은 1982년 신인 드래프트에서 1라운드 5순위로 지명되어 팀 사상 최초로 신인드래프트에서의 지명을 통해 입단한 선수가 되었다.
- 홍희섭은 1982년 신인 드래프트에서 2차 2라운드 1번으로 해태 타이거즈의 지명을 받아 KBO 리그 사상 첫 2라운드 지명의 주인공이 되었으나 입단은 하지 않았다.
- 팀은 110개의 2루타를 쳐 역대 단일 시즌 팀 최소 2루타를 기록했다.
- 팀은 세이브 3회에 그쳐 역대 단일 시즌 팀 최소 세이브를 기록했다.
- 이 시즌 팀은 한 번도 승패마진이 양수였던 적이 없었다.
- 1983 신인 드래프트에서 구단 사상 첫 1차 지명을 통해 장진범, 조종규를 영입했다. 이로써 해태 타이거즈는 1차 지명 선수 전원 입단에 성공했다.
- 1983 신인 드래프트에서 송일섭을 KBO 리그 사상 최초의 지명권 양도 계약으로 영입했다.
- 투수 김현재는 1983 신인 드래프트에서 2차 1라운드 4순위로 해태 타이거즈에 지명되어 해당 드래프트에 참가한 투수 중 2차 지명에서 가장 먼저 이름이 불렸다.
- 박동경은 1983 신인 드래프트에서 2차 2라운드에 해태 타이거즈의 지명을 받았으나 지명권 양도 계약으로 삼성 라이온즈에 입단했다. 이는 2차 지명을 받은 선수가 지명권 양도 계약으로 입단 팀이 변경된 첫 사례다.
- 이원일은 1983 신인 드래프트 전체 마지막 순번으로 해태 타이거즈의 지명을 받았으나, 입단은 불발되었다.

## 같이 보기
- 2001년 해태 타이거즈 / KIA 타이거즈 시즌
- 1985년 해태 타이거즈 시즌
- 1990년 해태 타이거즈 시즌
- 1992년 해태 타이거즈 시즌
- 1994년 해태 타이거즈 시즌
- 1998년 해태 타이거즈 시즌
- 1999년 해태 타이거즈 시즌
- 2000년 해태 타이거즈 시즌